# World RX de Gran Bretaña 2017
El World RX de Gran Bretaña es una prueba de Rallycross en Gran Bretaña válida para el Campeonato Mundial de Rallycross. Se celebró en el Circuito de Lydden Hill en Wootton, Kent, Gran Bretaña
Petter Solberg consiguió su primera victoria de la temporada a bordo de su Volkswagen Polo GTI, seguido de Johan Kristoffersson y Andreas Bakkerud.
En RX2 repitió victoria el francés Cyril Raymond, seguido de Dan Rooke y Thomas Holmen.

## Supercar

### Series
| Pos. | No. | Piloto                | Equipo                          | Auto                | Q1  | Q2  | Q3  | Q4  | Pts |
| ---- | --- | --------------------- | ------------------------------- | ------------------- | --- | --- | --- | --- | --- |
| 1    | 11  | Petter Solberg        | PSRX Volkswagen Sweden          | Volkswagen Polo GTI | 1º  | 1º  | 1º  | 3º  | 16  |
| 2    | 3   | Johan Kristoffersson  | PSRX Volkswagen Sweden          | Volkswagen Polo GTI | 2º  | 2º  | 2º  | 2º  | 15  |
| 3    | 21  | Timmy Hansen          | Team Peugeot-Hansen             | Peugeot 208         | 5º  | 5º  | 7º  | 1º  | 14  |
| 4    | 1   | Mattias Ekström       | EKS RX                          | Audi S1             | 3º  | 3º  | 3º  | 8º  | 13  |
| 5    | 13  | Andreas Bakkerud      | Hoonigan Racing Division        | Ford Focus RS       | 4º  | 4º  | 5º  | 4º  | 12  |
| 6    | 9   | Sébastien Loeb        | Team Peugeot-Hansen             | Peugeot 208         | 7º  | 6º  | 4º  | 6º  | 11  |
| 7    | 43  | Ken Block             | Hoonigan Racing Division        | Ford Focus RS       | 5º  | 6º  | 7º  | 6º  | 10  |
| 8    | 177 | Andrew Jordan         | MJP Racing Team Austria         | Ford Fiesta         | 10º | 9º  | 18º | 7º  | 9   |
| 9    | 6   | Jānis Baumanis        | STARD                           | Ford Fiesta         | 11º | 11º | 13º | 10º | 8   |
| 10   | 96  | Kevin Eriksson        | MJP Racing Team Austria         | Ford Fiesta         | 9º  | 13º | 9º  | 14º | 7   |
| 11   | 7   | Timur Timerzyanov     | STARD                           | Ford Fiesta         | 12º | 8º  | 14º | 12º | 6   |
| 12   | 57  | Toomas Heikkinen      | EKS RX                          | Audi S1             | 8º  | 22º | 8º  | 18º | 5   |
| 13   | 71  | Kevin Hansen          | Team Peugeot-Hansen             | Peugeot 208         | 13º | DNF | 11º | 9º  | 4   |
| 14   | 100 | Guy Wilks             | LOCO World RX Team              | Volkswagen Polo     | 14º | 12º | 17º | 15º | 3   |
| 15   | 68  | Niclas Grönholm       | GRX                             | Ford Fiesta         | DNF | 10º | 12º | 13º | 2   |
| 16   | 15  | Reinis Nitišs         | EKS RX                          | Audi S1             | 23º | DNF | 10º | 11º | 1   |
| 17   | 77  | René Münnich          | All-Inkl.com Münnich Motorsport | Citroën DS3         | 15º | 14º | 19º | 21º |     |
| 18   | 87  | Jean-Baptiste Dubourg | DA Racing                       | Peugeot 208         | 16º | 15º | 15º | DNF |     |
| 19   | 66  | Grégoire Demoustier   | DA Racing                       | Peugeot 208         | 19º | 17º | 20º | 17º |     |
| 20   | 2   | Oliver O'Donovan      | Oliver O'Donovan                | Ford Fiesta         | 20º | 16º | 16º | 22º |     |
| 21   | 10  | "Csucsu"              | Speedy Motorsport               | Kia Rio             | 17º | 20º | 22º | 16º |     |
| 22   | 69  | Martin Kaczmarski     | Martin Kaczmarski               | Ford Fiesta         | 18º | 18º | 23º | 19º |     |
| 23   | 42  | Oliver Bennett        | Oliver Bennett                  | Ford Fiesta         | 22º | 21º | 21º | 20º |     |
| 24   | 49  | "M.D.K."              | M.D.K.                          | Ford Fiesta         | 21º | 19º | DNF | 23º |     |

### Semifinales
Semifinal 1
| Pos. | No. | Piloto            | Equipo                   | Tiempo   | Pts |
| ---- | --- | ----------------- | ------------------------ | -------- | --- |
| 1    | 11  | Petter Solberg    | PSRX Volkswagen Sweden   | 4:11.741 | 6   |
| 2    | 13  | Andreas Bakkerud  | Hoonigan Racing Division | +1.099   | 5   |
| 3    | 21  | Timmy Hansen      | Team Peugeot-Hansen      | +1.402   | 4   |
| 4    | 43  | Ken Block         | Hoonigan Racing Division | +2.129   | 3   |
| 5    | 7   | Timur Timerzyanov | STARD                    | +4.478   | 2   |
| 6    | 6   | Janis Baumanis    | STARD                    | +6.658   | 1   |

Semifinal 2
| Pos. | No. | Piloto               | Equipo                  | Tiempo   | Pts |
| ---- | --- | -------------------- | ----------------------- | -------- | --- |
| 1    | 3   | Johan Kristoffersson | PSRX Volkswagen Sweden  | 4:10.922 | 6   |
| 2    | 9   | Sébastien Loeb       | Team Peugeot-Hansen     | +2.173   | 5   |
| 3    | 1   | Mattias Ekström      | EKS RX                  | +2.644   | 4   |
| 4    | 96  | Kevin Eriksson       | MJP Racing Team Austria | +3.708   | 3   |
| 5    | 177 | Andrew Jordan        | MJP Racing Team Austria | +5.379   | 2   |
| 6    | 57  | Toomas Heikkinen     | EKS RX                  | +6.421   | 1   |

### Final
| Pos. | No. | Piloto               | Equipo                   | Tiempo   | Pts |
| ---- | --- | -------------------- | ------------------------ | -------- | --- |
| 1    | 11  | Petter Solberg       | PSRX Volkswagen Sweden   | 4:09.602 | 8   |
| 2    | 3   | Johan Kristoffersson | PSRX Volkswagen Sweden   | +1.690   | 5   |
| 3    | 13  | Andreas Bakkerud     | Hoonigan Racing Division | +3.317   | 3   |
| 4    | 9   | Sébastien Loeb       | Team Peugeot-Hansen      | +6.730   | 4   |
| 5    | 1   | Mattias Ekström      | EKS RX                   | +14.156  | 2   |
| 6    | 21  | Timmy Hansen         | Team Peugeot-Hansen      | +58.200  | 1   |

## RX2 International Series

### Series
| Pos. | No. | Piloto              | Equipo                     | Q1  | Q2  | Q3  | Q4  | Pts |
| ---- | --- | ------------------- | -------------------------- | --- | --- | --- | --- | --- |
| 1    | 13  | Cyril Raymond       | Olsbergs MSE               | 1º  | 1º  | 1º  | 1º  | 16  |
| 2    | 40  | Dan Rooke           | Dan Rooke                  | 2º  | 2º  | 2º  | 2º  | 15  |
| 3    | 96  | Guillaume De Ridder | Guillaume De Ridder        | 4º  | 4º  | 5º  | 8º  | 14  |
| 4    | 11  | Tanner Whitten      | Olsbergs MSE               | 7º  | 3º  | 3º  | 13º | 13  |
| 5    | 9   | Glenn Haug          | Glenn Haug                 | 11º | 5º  | 9º  | 4º  | 12  |
| 6    | 69  | Sondre Evjen        | JC Raceteknik              | 6º  | 6º  | 8º  | 9º  | 11  |
| 7    | 52  | Simon Olofsson      | Simon Olofsson             | 15º | 7º  | 4º  | 5º  | 10  |
| 8    | 56  | Thomas Holmen       | Bard Holmen                | 10º | 10º | 11º | 3º  | 9   |
| 9    | 66  | William Nilsson     | JC Raceteknik              | 3º  | 8º  | 15º | 10º | 8   |
| 10   | 55  | Vasily Gryazin      | Sports Racing Technologies | 8º  | 11º | 12º | 6º  | 7   |
| 11   | 12  | Anders Michalak     | Anders Michalak            | 5º  | DNF | 6º  | 14º | 6   |
| 12   | 8   | Simon Wågø Syversen | Set Promotion              | 12º | 9º  | 7º  | 15º | 5   |
| 13   | 26  | Jessica Bäckman     | Olsbergs MSE               | 9º  | 14º | 10º | 12º | 4   |
| 14   | 19  | Andreas Bäckman     | Olsbergs MSE               | 14º | 12º | 14º | 7º  | 3   |
| 15   | 51  | Sandra Hultgren     | Sandra Hultgren            | 13º | 13º | 13º | 11º | 2   |

### Semifinales
Semifinal 1
| Pos. | No. | Piloto              | Equipo              | Tiempo   | Pts |
| ---- | --- | ------------------- | ------------------- | -------- | --- |
| 1    | 13  | Cyril Raymond       | Olsbergs MSE        | 4:36.091 | 6   |
| 2    | 96  | Guillaume De Ridder | Guillaume De Ridder | +2.147   | 5   |
| 3    | 52  | Simon Olofsson      | Simon Olofsson      | +3.987   | 4   |
| 4    | 66  | William Nilsson     | JC Raceteknik       | +4.229   | 3   |
| 5    | 9   | Glenn Haug          | Glenn Haug          | +5.496   | 2   |
| 6    | 12  | Anders Michalak     | Anders Michalak     | DNF      | 1   |

Semifinal 2
| Pos. | No. | Piloto              | Equipo                     | Tiempo   | Pts |
| ---- | --- | ------------------- | -------------------------- | -------- | --- |
| 1    | 40  | Dan Rooke           | Dan Rooke                  | 4:39.483 | 6   |
| 2    | 56  | Thomas Holmen       | Bard Holmen                | +0.398   | 5   |
| 3    | 11  | Sondre Evjen        | JC Raceteknik              | +1.318   | 4   |
| 4    | 11  | Tanner Whitten      | Olsbergs MSE               | +1.774   | 3   |
| 5    | 8   | Simon Wågø Syversen | Set Promotion              | +3.060   | 2   |
| 6    | 55  | Vasily Gryazin      | Sports Racing Technologies | +3.754   | 1   |

### Final
| Pos. | No. | Piloto              | Equipo              | Tiempo   | Pts |
| ---- | --- | ------------------- | ------------------- | -------- | --- |
| 1    | 13  | Cyril Raymond       | Olsbergs MSE        | 4:37.080 | 8   |
| 2    | 40  | Dan Rooke           | Dan Rooke           | +1.098   | 5   |
| 3    | 56  | Thomas Holmen       | Bard Holmen         | +1.691   | 4   |
| 4    | 96  | Guillaume De Ridder | Guillaume De Ridder | +2.379   | 3   |
| 5    | 69  | Sondre Evjen        | JC Raceteknik       | +3.368   | 2   |
| 6    | 52  | Simon Olofsson      | Simon Olofsson      | +4.642   | 1   |

## Campeonatos tras la prueba
| Pos | Piloto               | Pts | Dif |
| --- | -------------------- | --- | --- |
| 1   | Johan Kristoffersson | 124 |     |
| 2   | Mattias Ekström      | 120 | +4  |
| 3   | Petter Solberg       | 117 | +7  |
| 4   | Timmy Hansen         | 91  | +33 |
| 5   | Sébastien Loeb       | 81  | +43 |

| Pos | Piloto              | Pts | Dif |
| --- | ------------------- | --- | --- |
| 1   | Cyril Raymond       | 55  |     |
| 2   | Dan Rooke           | 51  | +4  |
| 3   | Simon Olofsson      | 39  | +16 |
| 4   | Guillaume De Ridder | 35  | +20 |
| 5   | Glenn Haug          | 34  | +21 |

- Nota: Sólo se incluyen las cinco posiciones principales.

| Prueba previa: World RX de Bélgica 2017      | Temporada 2017 del Campeonato Mundial de Rallycross | Siguiente prueba: World RX de Noruega 2017      |
| Prueba previa: World RX de Gran Bretaña 2016 | World RX de Gran Bretaña                            | Siguiente prueba: World RX de Gran Bretaña 2018 |

- Datos: Q30087967
- Multimedia: 2017 World RX of Great Britain / Q30087967